# Arxius de la Generalitat de Catalunya
Els arxius de la Generalitat de Catalunya són un conjunt d'arxius encarregats de la preservació del patrimoni documental de la Generalitat de Catalunya i de contribuir a la gestió transparent, eficaç i democràtica de les administracions públiques.

## Història

Senyal de la Generalitat de Catalunya

Durant el segle xi la primacia política del comtat de Barcelona al conjunt de Catalunya converteix l'arxiu del comte de Barcelona en el primer antecedent d'un arxiu del sobirà o de la primera potestat de Catalunya, de la qual es té la primera referència explícita l'any 1180.
A partir del segle xiii amb la reorganització de la Cancelleria Reial l'any 1283, es produeix un important creixement de la producció documental que afavoreix la sistematització i el desplegament progressiu d'un sistema d'arxius als territoris sota domini reial. Serà a finals del segle xiii quan sorgirà la Diputació del General (a partir del segle xvi coneguda com a Generalitat), institució que anirà adquirint progressivament protagonisme polític dins el Principat de Catalunya i els comtats del Rosselló i la Cerdanya.
Aquest panorama es trenca de manera radical amb Felip V i la liquidació de les institucions i del sistema constitucional catalans mitjançant els Decrets de Nova Planta l'any 1716, el que es traduí en l'abandonament de l'arxiu de la Generalitat.
No serà fins a la proclamació de la Segona República Espanyola que es produí un redreçament de la situació amb el plantejament d'una política d'arxius conjunta a l'Obra de Cultura (1932) de la Generalitat de Catalunya, que, mitjançant un projecte sistemàtic ja preveia la creació d'un arxiu general o nacional i un de comarcal a cadascuna de les comarques. En aquest sentit s'emmarca la Llei de conservació del patrimoni històric, artístic i científic de Catalunya de juliol de 1934 i la posterior creació de la Secció d'Arxius i de l'Arxiu General de Catalunya el 1936. Aquests projectes però, quedaren suspesos amb l'esclat de la guerra i la posterior dictadura del general Franco que implementà un model fortament centralitzat basat en la creació d'arxius provincials de titularitat estatal.
Amb el restabliment de la Generalitat de Catalunya i l'Estatut d'Autonomia de Catalunya de 1979, la competència exclusiva sobre cultura, patrimoni i arxius es traspassa a la Generalitat i comença a materialitzar-se el projecte republicà amb la creació dels arxius comarcals, el Servei d'Arxius, l'Arxiu Nacional de Catalunya, el 1980, i l'assumpció de la titularitat del patrimoni documental i els arxius catalans (a excepció de l'ACA) el 1982.
El 2001 es regula el Sistema d'Arxius de Catalunya, que preveu l'organització dels fons documentals de les institucions que integren la Generalitat i estableix de forma precisa les funcions dels arxius de la seva pròpia administració.

## Marc normatiu

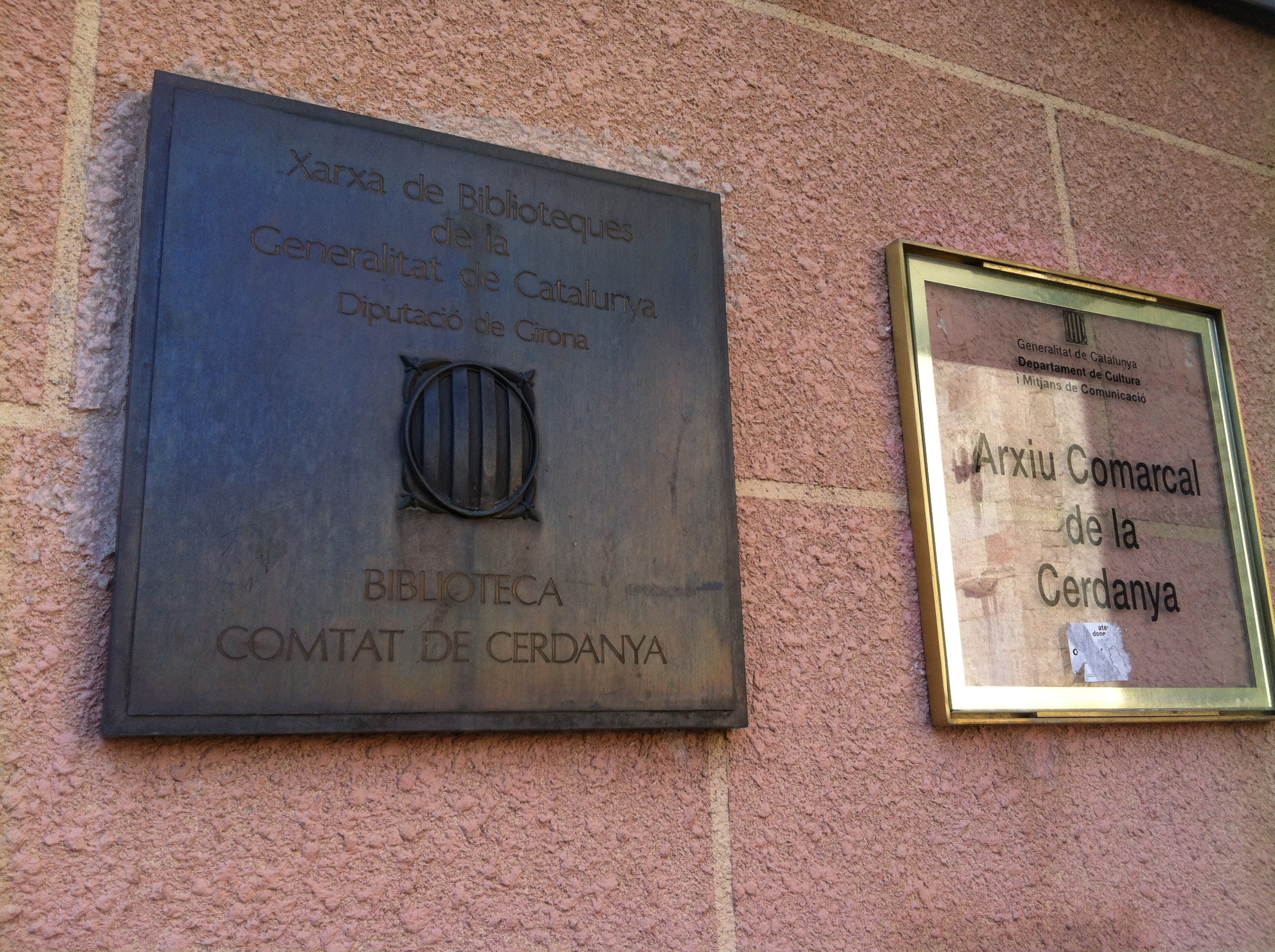
Arxiu Comarcal de la Cerdanya

El sistema arxivístic català es va anar desenvolupant amb el desplegament d'un marc normatiu i la creació d'institucions arxivístiques pròpies.
L'Estatut d'Autonomia de Catalunya de 1979 atorgava competència exclusiva a la Generalitat de Catalunya en matèria d'arxius i en “les normes processals i de procediment administratiu que es derivin del Dret substantiu de Catalunya o de les especialitats de l'organització de la Generalitat”
A partir d'aquest marc s'aprovà la Llei 6/1985, de 26 d'abril, d'arxius, un text bàsic que requeria un desenvolupament normatiu posterior. La llei tenia un caràcter marcadament historicista i limitava la infraestructura arxivística del país a l'Arxiu Nacional i a la xarxa dels arxius històrics comarcals.
Mitjançant set decrets, cinc ordres i una modificació es van intentar corregir els dèficits de la Llei de 1985. Destaquen tres decrets, el Decret 110\1988, de 5 de maig, regulador de l'organització de la Xarxa d'Arxius Històrics Comarcals, el Decret 340/1989, de 19 de desembre, sobre l'organització i la gestió dels arxius de la Generalitat de Catalunya, i el Decret 117/1990, de 3 de maig, sobre avaluació i tria documental de l'administració pública.
Dins l'àmbit normatiu d'organització administrativa la Llei 13/1989 i la Llei 30/1992, de 26 de novembre, de règim jurídic de les Administracions públiques i del procediment administratiu comú, van servir per al desenvolupament del Decret 76/1996, pel qual es regula el sistema general de gestió de la documentació administrativa i organització dels arxius de la Generalitat de Catalunya. El 2001 es modifica de nou el sistema arxivístic català.

## Organització
El Departament de Cultura i Mitjans de Comunicació és l'organisme, mitjançant la Subdirecció General d'Arxius i Gestió Documental, que coordina, controla i emet instruccions tècniques per a la implementació i el manteniment del sistema en el conjunt de l'Administració de la Generalitat.
Dins cada departament o ens de l'Administració són els secretaris generals o directors administratius els encarregats de les funcions de direcció i difusió del sistema de gestió de documents de cada organisme.
A nivell operatiu, l'arxiu central administratiu és l'encarregat de dur a terme les operacions tècniques que permeten la implantació i manteniment, en l'àmbit de l'organisme o ens respectiu, el sistema de gestió de la documentació administrativa en fase activa i semiactiva, així com la coordinació amb els serveis tècnics del Departament de Cultura i Mitjans de Comunicació.
Per altra banda, els arxius centrals administratius de les delegacions territorials del Govern, d'abast interdepartamental, són els que acullen la documentació semiactiva de les delegacions territorials de l'Administració de la Generalitat. De la mateixa manera que els arxius comarcals ho fan amb la documentació en fase semiactiva (i inactiva) dels òrgans de la Generalitat d'àmbit local o comarcal, dels consells comarcals, dels ajuntaments on l'arxiu té la seu, i d'altres ens i organismes del territori.
Finalment, els arxius històrics, l'Arxiu Nacional de Catalunya, i la Xarxa d'arxius Comarcals, completen els cicles documentals que permeten l'ingrés de la documentació administrativa d'ús molt infreqüent i la de caràcter històric.
Pel que fa a la seva condició d'arxiu històric, l'Arxiu Nacional de Catalunya, adscrit al Departament de Cultura i Mitjans de Comunicació, dins la Direcció General del Patrimoni Cultural, recupera tota aquella altra documentació que, d'acord amb la legislació, té una especial rellevància per al coneixement de la història nacional.
Així mateix, els arxius comarcals custodien la documentació semiactiva i històrica dels ajuntaments menors de 10.000 habitants de la seva demarcació, i amb els quals s'hagi acordat el dipòsit de la documentació; els protocols notarials de més de 100 anys; la documentació de l'administració de justícia, dels registres públics i dels serveis de l'estat de cadascuna de les comarques; o qualsevol altra documentació de persones físiques o jurídiques d'interès històric o cultural relatives al seu àmbit d'actuació.
Dins la Xarxa d'Arxius Comarcals s'inclouen també els arxius provincials (l'Arxiu Històric de Girona, Arxiu Històric de Lleida i l'Arxiu Històric de Tarragona). La gestió d'aquests va ser transferida a la Generalitat de Catalunya amb el Reial Decret 1010/1981 i establerta definitivament en el conveni de gestió signat entre l'Administració de l'Estat i la Generalitat el 16 d'abril de 1982, de la mateixa manera que ho fou la gestió del Dipòsit d'Arxius de Cervera amb el Reial Decret 898/1995, encara que la titularitat de tots ells roman a mans de l'Estat.

## Arxius integrants

### Arxius generals i institucionals
- L'Arxiu Nacional de Catalunya.
- L'Arxiu del Parlament de Catalunya.
- L'Arxiu del Síndic de Greuges.
- L'Arxiu de la Sindicatura de Comptes.
- L'Arxiu del Consell Consultiu i els arxius de les altres institucions de la Generalitat no dependents de la seva administració.

### Arxius centrals administratius dels departaments de la Generalitat
- Arxiu Central Administratiu del Departament d'Agricultura, Alimentació i Acció Rural[8]
- Arxiu Central Administratiu del Departament d'Acció Social i Ciutadania.
- Arxiu Central Administratiu del Departament de Cultura i Mitjans de Comunicació.
- Arxiu Central Administratiu del Departament d'Economia i Finances.
- Arxiu Central Administratiu del Departament d'Educació.
- Arxiu Central Administratiu del Departament de Treball.
- Arxiu Central Administratiu del Departament de Justícia.
- Arxiu Central Administratiu del Departament de Medi Ambient i Habitatge.
- Arxiu Central Administratiu del Departament de Política Territorial i Obres Públiques.
- Arxiu Central Administratiu del Departament de Presidència.
- Arxiu Central Administratiu del Departament de Salut.
- Arxiu Central Administratiu del Departament de Governació i Administracions Públiques.
- Arxiu Central Administratiu del Departament d'Innovació, Universitats i Empresa.
- Arxiu Central Administratiu del Departament d'Interior, Relacions Institucionals i Participació.
- Arxiu Central Administratiu del Departament de Vicepresidència.

### Arxius administratius territorials
- Arxiu Central Administratiu de la Delegació Territorial del Govern de la Generalitat a Girona.
- Arxiu Central Administratiu de la Delegació Territorial del Govern de la Generalitat a Lleida.
- Arxiu Central Administratiu de la Delegació Territorial del Govern de la Generalitat a Tarragona.

### Arxius d'empreses, entitats, ens dependents i entitats de dret públic vinculades a la Generalitat
- Arxiu Administratiu de l'Agència de Residus de Catalunya.
- Arxiu Administratiu de l'Agència Catalana de l'Aigua.
- Arxiu Central Administratiu d'ADIGSA.
- Arxiu Central Administratiu de l'Agència Tributària de Catalunya.
- Arxiu Central Administratiu de l'Institut Català de la Salut.
- Arxiu Central Administratiu de l'Institut Català del Sòl.
- Arxiu Central Administratiu del Servei Català de la Salut.
- Arxiu del Museu Nacional d'Art de Catalunya..
- Institut Cartogràfic de Catalunya. Cartoteca de Catalunya.
- Arxiu Central de l'Audiència Provincial de Barcelona
- Arxiu Central de l'Audiència Provincial de Girona
- Arxiu Central de l'Audiència Provincial i dels Jutjats de Tarragona
- Arxiu Central de l'Audiència Provincial i dels Jutjats de Lleida
- Arxiu Central de la Sala Contenciosa Administrativa del Tribunal Superior de Justícia de Catalunya
- Arxiu Central del Tribunal Superior de Justícia de Catalunya
- Arxiu Central dels Jutjats d'Arenys de Mar
- Arxiu Central dels Jutjats Contenciosos Administratius de Barcelona
- Arxiu Central dels Jutjats d'Instrucció de Barcelona
- Arxiu Central dels Jutjats de Família i d'Estat Civil de Barcelona
- Arxiu Central dels Jutjats de Figueres
- Arxiu Central dels Jutjats de Primera Instància de Barcelona
- Arxiu Central dels Jutjats de Sabadell
- Arxiu Central dels Jutjats Penals de Barcelona
- Arxiu Central dels Jutjats Socials Declaratius de Barcelona
- Arxiu Central dels Jutjats Socials Executius de Barcelona
- Arxiu Multijurisdiccional de Barcelona

### La Xarxa d'Arxius Comarcals
- Arxiu Comarcal de l'Alt Camp
- Arxiu Comarcal de l'Alt Empordà
- Arxiu Comarcal de l'Alt Penedès
- Arxiu Comarcal de l'Anoia
- Arxiu Comarcal del Bages
- Arxiu Comarcal del Baix Camp
- Arxiu Comarcal del Baix Ebre
- Arxiu Comarcal del Baix Empordà
- Arxiu Comarcal del Baix Llobregat
- Arxiu Comarcal del Baix Penedès
- Arxiu Comarcal del Berguedà
- Arxiu Comarcal de la Cerdanya
- Arxiu Comarcal de la Conca de Barberà
- Arxiu Comarcal del Garraf
- Arxiu Comarcal de la Garrotxa
- Arxiu Comarcal del Maresme
- Arxiu Comarcal de la Noguera
- Arxiu Comarcal d'Osona
- Arxiu Comarcal del Pallars Jussà
- Arxiu Comarcal del Pallars Sobirà
- Arxiu Comarcal del Pla de l'Estany
- Arxiu Comarcal del Priorat
- Arxiu Comarcal de la Ribera d'Ebre
- Arxiu Comarcal del Ripollès
- Arxiu Comarcal de la Segarra
- Arxiu Comarcal de la Selva
- Arxiu Comarcal del Solsonès
- Arxiu Comarcal de l'Urgell
- Arxiu Comarcal del Vallès Occidental
- Arxiu Comarcal del Vallès Oriental
- Arxiu Històric de Girona
- Arxiu Històric de Lleida
- Arxiu Històric de Tarragona
- Archiu Generau d'Aran